# Brancaleone (Itàlia)
Brancaleone és un comune (municipi) de la Ciutat metropolitana de Reggio de Calàbria, a la regió italiana de Calàbria, situat a uns 110 km al sud-oest de Catanzaro i a uns 65 km al sud-est de Reggio de Calàbria. A 1 de gener de 2019 la seva població era de 3.542 habitants.
Brancaleone limita amb els municipis següents: Bruzzano Zeffirio, Palizzi i Staiti.
El famós poeta i novel·lista italià Cesare Pavese va estar exiliat aquí el 1935. Parts de la seva novel·la La lluna i les fogueres fan referència a l'època que va passar a la població.